# San Bartolomeo Val Cavargna
San Bartolomeo Val Cavargna é uma comuna italiana da região da Lombardia, província de Como, com cerca de 1.120 habitantes. Estende-se por uma área de 11 km², tendo uma densidade populacional de 102 hab/km². Faz fronteira com Carlazzo, Cusino, Garzeno, San Nazzaro Val Cavargna.

## Demografia
| Variação demográfica do município entre 1861 e 2011                               |
|                                                                                   |
| Fonte: Istituto Nazionale di Statistica (ISTAT) - Elaboração gráfica da Wikipedia |